# Vicent Boix i Ricarte
Vicent Boix i Ricarte (Xàtiva, 27 d'abril de 1813 - València, 7 de març de 1880) va ser un poeta, polític i historiador valencià.
Ingressa en l'orde dels escolapis però deixà els hàbits el 1837. Liberal d'idees, com a polític ocupà diversos càrrecs administratius. Sembla que a causa de la seua vinculació amb Junta Cantonal (de la qual fou nomenat membre el 1873, tot i que rebutjà el nomenament) fou jutjat en un consell de guerra que finalment l'absolgué; com a historiador fou catedràtic d'història de la Universitat de València, així com cronista oficial d'aquesta ciutat. Com a poeta destacà per la seua vinculació amb els Jocs Florals de Barcelona (com a mantenidor el 1877) i de València (com a un dels fundadors).
En el seu poema Record als poetes de Catalunya diu: «I eixa terra, cantors, la meua pàtria,/ és germana també de Barcelona». Escrigué tant en català com en castellà. En aquest idioma escrigué també novel·la històrica i teatre i en català 12 milacres. De la seua obra històrica destaquen: 
- Apuntes históricos sobre los Fueros del Antiguo Reino de Valencia (1885)[2]
- El encubierto valenciano (1852)
- Historia de la ciudad y reino de Valencia (1845-1847).

Treballà també com a corresponsal per al diari de Barcelona La Corona de Aragón.